# 雁山
雁山位于中国广西壮族自治区桂林市雁山区桂阳公路西侧，海拔285.7米，相对高度135.7米，山体占地面积约180万平方米，为南北向，山上树木繁茂，犹如大雁展翅，公路东侧有一石山如雁头，如“雁落平沙”，故称雁山。因旧时山体晦暗，杂草丛生，又有老虎出没，称为暗山（桂林话“雁”、“暗”同音），清代唐岳在此建别墅，改称雁山。山东面为广西大学旧址，今为广西植物研究所。山南麓有马君武墓。雁山镇位于雁山东麓，因之得名。
2020年11月21日，“2020发现雁山——广西美术作品展”开幕仪式在桂林理工大学举办。